# Lipovanos
Os lipovanos (em romeno: lipoveni; em russo: липоване) são um grupo etnorreligioso de crentes antigos, grupo cismático da Igreja Ortodoxa Russa, a maioria de origem étnica russa, que vivem no delta do rio Danúbio no condado de Tulcea no leste da Romênia e no sul da província de Odessa na Ucrânia. Estima-se que há cerca de 40 000 lipovanos.
Eles emigraram da Rússia no final do século XVII como dissidentes da Igreja Ortodoxa Russa. Eles se estabeleceram ao longo do rio Prut na Moldávia e no delta do Danúbio. Eles mantiveram fortes tradições religiosas que antecederam as reformas da Igreja Ortodoxa Russa realizadas durante o período de liderança do patriarca Nikon. O principal centro da comunidade lipovana na Ucrânia é a cidade de Vilkovo.
1. 1 2  Constantin, Marin (2014). «The ethno-cultural belongingness of Aromanians, Vlachs, Catholics, and Lipovans/Old Believers in Romania and Bulgaria (1990–2012)» (PDF). Bucharest. Revista Română de Sociologie. 25 (3–4): 255–285